# Голямо градище
Голямо градище (понякога неправилно изписвано като Голямо Градище) е село в Североизточна България, област Търговище, община Опака.

## География
Селото се намира на 28 км северозападно от град Попово, на около 360 м надморска височина.
Землището му граничи с тези на селата Горско Абланово, Крепча, Паламарца, Ковачевец, Цар Асен, Захари Стояново, Помен, Каран Върбовка и Кацелово и на град Опака.
Състои се от следните махали: Ашаркъ махала, Добруджанската махала, Дюз гьолджу махала, Кушку махала и махалата Юртлука.

## Икономика
Първото впечатление от землището са обработените земи и липсата на необработена или запустяла земя.
Черноземните почви са обособили развитието на зърнопроизводство, лозарство, както и отглеждането на малини и ягоди. В близост до селото има дивечовъдна станция и красиви дъбови и букови гори.
Асфалтирани пътища го свързват с Попово, Цар Асен и Ковачевец, а черни – с Горско Абланово, Захари Стояново, Помен, Каран Върбовка и Кацелово и с това на град Опака.

## Религии
- Мюсюлманска

## Обществени институции
- Кметство
- Основно училище „Алеко Константинов“
- Народно читалище „Христо Ботев – 1966“
- Целодневна детска градина „1-ви юни“